# Petre Drăgoescu (Politiker)
Petre Drăgoescu (Alternativname: Petre Drăgoicescu; * 2. Februar 1887 in Giurgiu; † 1974 in Bukarest) war ein Politiker der Rumänischen Kommunistischen Partei PCR (Partidul Comunist Român), der unter anderem zwischen 1957 und 1961 Vizepräsident der Großen Nationalversammlung war.

## Leben
Petre Drăgoescu absolvierte nach dem Schulbesuch ein Studium an der Fakultät für Literatur und Philosophie der Universität Bukarest und war nach Abschluss des Studiums als Lehrer tätig. 1929 wurde er Direktor der Handelsoberschule in Râmnicu Vâlcea. Er gehörte von November 1944 bis zum 21. Februar 1948 der Sozialdemokratischen Partei PSD (Partidul Social Democrat) als Mitglied an und unterrichtete bis zum 27. Juni 1945 als Lehrer am Bukarester Gymnasium Liceul „Marele Voievod Mihai“. Danach wechselte er am 27. Juni 1945 ins Bildungsministerium und war dort bis zum 1. Februar 1948 in Personal Generalinspektor für den Sekundären Bildungsbereich sowie Präsident des Rates der Generalinspektoren des Ministeriums. Er war außerdem für den Wahlkreis Tutova zwischen 1946 und 1948 Mitglied der Abgeordnetenkammer (Adunarea Deputaților). Er war zwischen Oktober 1947 und dem 21. Februar 1948 Mitglied des Zentralkomitees (ZK) der PSD. Am 1. Februar 1948 übernahm er die Funktion als Verwalter des Hauses der Schulen und Volkskultur.
Drăgoescu trat nach dem Zusammenschluss der PSD mit der damaligen Kommunistischen Partei PCdR (Partidul Comunist din România) zur Rumänischen Arbeiterpartei PMR (Partidul Muncitoresc Român) am 21. Februar 1948 der PMR bei. Er wurde zugleich auf dem Sechsten Parteitag der PMR (21. bis 23. Februar 1948) Kandidat des ZK der PMR und hatte diese Funktion bis zum 28. Dezember 1955 inne. 1948 wurde er außerdem erstmals Mitglied der Großen Nationalversammlung (Marea Adunare Națională) und gehörte dieser bis 1969 an. Er wurde 1948 Technischer Berater im Ministerium für öffentlichen Unterricht und war zeitweilig auch Sekretär der Union der Gewerkschaften der Sekundar- und Hochschullehrer USPSU (Uniunii Sindicatelor Profesorilor secundar si Universitară). Auf dem Siebten Parteitag der PMR (23. bis 28. Dezember 1955) wurde er Mitglied des ZK der PMR und gehörte diesem Gremium bis zum 23. Juli 1965 an. Am 29. Dezember 1957 wurde er Vizepräsident der Großen Nationalversammlung und bekleidete diese Funktion bis zum 20. März 1961. 1961 schloss er zudem ein Studium an der Sektion Archäologie der Fakultät für Geschichte der Universität Bukarest ab. Zuletzt wurde er am 20. März 1961 Präsident des Obersten Rates der Schulen (Consiliul Superior al Școlilor).
Für seine langjährigen Verdienste wurde er mehrfach ausgezeichnet und erhielt unter anderem das Offizierskreuz des Ordens der Krone von Rumänien (Ordinul „Coroana României“), 1946 das Ritterkreuz des Kultur-Verdienst-Ordens (Ordinul Meritul Cultural), 1957 den Stern der Volksrepublik Rumänien Erster Klasse (Ordinul Steaua Republicii Populare Române), 1959 den Orden 23. August Dritter Klasse (Ordinul 23. August), 1962 den Orden der Arbeit Dritter und Erster Klasse (Ordinul Muncii) sowie 1967 den Kultur-Verdienst-Orden Erster Klasse.